# 棘黍螺
棘黍螺（学名：Tectarius spinulosus），玉黍螺科的物種，原本屬於棘黍螺属（Echininus），現屬於塔玉黍螺屬（Tectarius）。

## 分佈
本物種分佈於台灣的綠島、澎湖及屏東縣恆春半島。
常棲息在潮間帶岩礁。